# Fjord (gemeente)
Fjord is een gemeente in de Noorse provincie Møre og Romsdal. De gemeente ontstond in 2020 door de fusie van de gemeenten Norddal en Stordal. Het gemeentebestuur zetelt in Stordal. Fjord telt 2.642 inwoners (2019).
Ålesund · Aukra · Aure · Averøy ·  Fjord · Giske · Gjemnes · Haram · Hareid · Herøy · Hustadvika · Kristiansund ·  Molde · Ørsta · Rauma · Sande · Smøla · Stranda · Sula · Sunndal · Surnadal · Sykkylven · Tingvoll · Ulstein · Vanylven · Vestnes · Volda

Fylker van Noorwegen